# PARADISE LUNCH
『PARADISE LUNCH』（パラダイス・ランチ）は、1995年3月21日にリリースされた、HOUND DOGが内外の名曲を演奏したカバー・アルバム。

## 解説
レコード・デビュー15周年企画としてHOUND DOG&極楽オールスターズ名義でリリースされた。
洋楽スタンダードから矢沢永吉、桑名正博、かまやつひろし、ザ・フォーク・クルセダーズ、かつての後輩バンドRED WARRIORSまで多彩な内容になっている。

## 収録曲
全編曲：吉田建
1. DANCING IN THE STREET　　[3:46]
  - 作詞、作曲：Ivy Jo Hunter、William Stevenson、Marvin Gaye
  - 訳詞：大友康平
  - マーサ&ザ・ヴァンデラスのカバー（1964年）
2. オー・ルーシー　[4:15]
  - 作詞、作曲：速水清司
  - 速水清司のアルバム『どんな時にも･････』（1977年）に収録[3]
3. 気になるお前　[3:47]
  - 作詞：安井かずみ
  - 作曲：加瀬邦彦
  - 沢田研二のアルバム『JULIE VI ある青春』（1973年）に収録
4. 恋のかけら　[4:53]
  - 作詞、作曲：宇崎竜童
  - ダウン・タウン・ブギウギ・バンドのアルバム『続 脱・どん底』（1975年）に収録[4]
5. のんびりいくさ　[3:44]
  - 作詞、作曲：かまやつひろし
  - かまやつひろしのアルバム『釜田質店』（1973年）に収録[5]
6. ルシアン・ヒルの上で　[4:32]
  - 作詞、作曲：木暮武彦
  - RED WARRIORSのアルバム『RED SONGS』（1989年）に収録
7. 二人だけ　[4:01]
  - 作詞：大倉洋一
  - 作曲：矢沢永吉
  - キャロルのアルバム『ファンキー・モンキー・ベイビー』（1973年）に収録[6]
8. DRIFT AWAY ～明日なきさすらい　[5:01]
  - 作詞、作曲：Mentor Williams
  - 訳詞：大友康平
  - 1970年に書かれた曲。1975年には大友が大好きなロッド・スチュワートがアルバム『アトランティック・クロッシング』で歌った
9. 僕もそのうち…　[4:27]
  - 作詞、作曲：桑名正博
  - ファニー・カンパニーのアルバム『FUNNY COMPANY』（1973年）に収録[7]
10. 悲しくてやりきれない　[3:45]
  - 作詞：サトウハチロー
  - 作曲：加藤和彦
  - ザ・フォーク・クルセダーズのシングル（1968年）
11. BROTHER LOUIE　[4:47]
  - 作詞、作曲：Errol Brown、Tony Wilson
  - 訳詩：大友康平
12. もうだめさ　[3:38]
  - 作詞、作曲：端山剛
  - 花伸のアルバム『ダンス・ウィズ・花伸』（1978年）に収録[8]
13. I STAND ALONE　[4:27]
  - 作詞：岸部修三
  - 作曲：井上堯之
  - デイヴ平尾のシングル「僕達の夜明け」（1972年）のB面に収録（曲名は「一人」）[9]
14. DETROIT R&R MEDLEY　[4:48]
  - 「Devil With The Blue Dress」（作詞、作曲：William Stevenson、Frederick Long）、「Good Golly Miss Molly」（作詞、作曲：Robert Blackwell、John Marascalco）、「C.C. Rider」（作詞、作曲：Ma Rainey）、「Jenny Jenny」（作詞、作曲：Richard Penniman、Enotris Johnson）のメドレー
  - 訳詞：大友康平
15. ローリング・オン・ザ・ロード　[7:01]
  - 作詞：東海林良
  - 作曲：大野克夫
  - 萩原健一のアルバム『DONJUAN』（1980年）に収録[10]

## ミュージシャン
- 大友康平：リードボーカル
- 八島順一：ギター
- 西山毅：ギター
- 蓑輪単志：キーボード
- 鮫島秀樹：ベース
- 橋本章司：ドラム